# Apple Corps

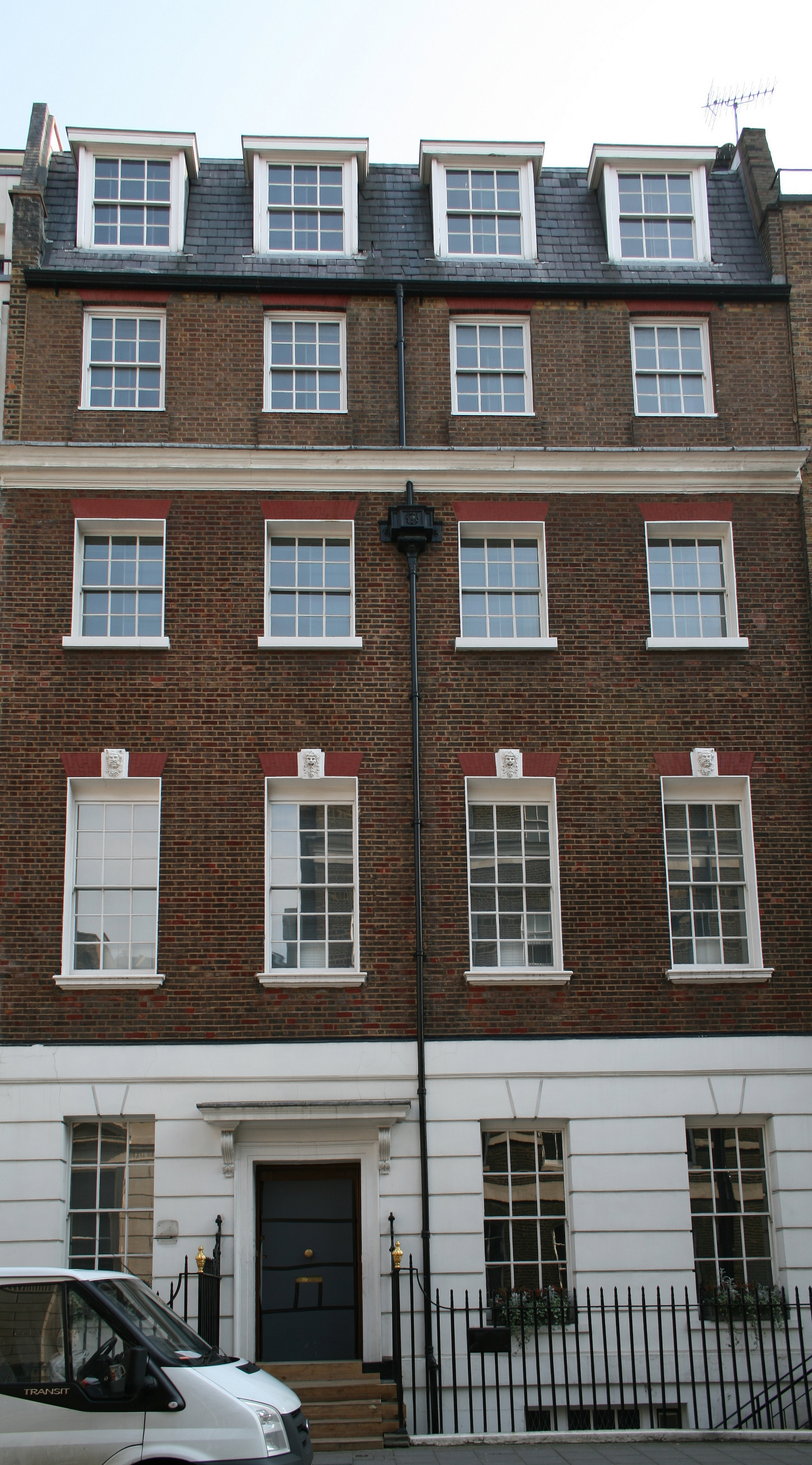
3 Savile Row, ehemaliger Sitz von Apple Corps in London

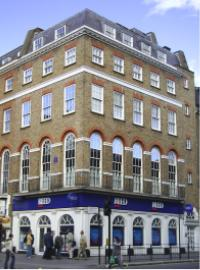
Ehemalige „Apple Boutique“ in der Londoner Baker Street

Apple Corps Limited, kurz Apple Corps, ist ein Unternehmen, das im Januar 1968 von der britischen Rockband The Beatles in London gegründet wurde, die ihr früheres Unternehmen Beatles Ltd. auflösten und in einen Unternehmens-Mischkonzern überführten.
Zunächst war das Unternehmen sehr vielseitig ausgerichtet. Die Hauptabteilung, das Plattenlabel Apple Records, wurde noch im selben Jahr eröffnet. Andere Abteilungen befassten sich mit Elektronik, Film, Medien, Verlagswesen und Einzelhandel: Apple Electronics, Apple Films, der von Brian Epstein in der Baker Street 94 gegründete und von Terry Doran geleitete kleine Verlag Apple Publishing (einschließlich des Musikverlags Apple Music) und Apple Retail, dessen bekanntestes Projekt die erfolglose Apple Boutique in London war. Die Apple Boutique präsentierte unter anderem Hippie-Mode, wurde aber nach nur acht Monaten wieder geschlossen. Bis auf das Plattenlabel erwiesen sich alle Abteilungen als unrentabel.
Auf einer Pressekonferenz im April 1968 in New York stellten John Lennon und Paul McCartney ihr neues Unternehmen der Weltöffentlichkeit vor. Bei der Pressekonferenz zur Gründung von Apple sagte John Lennon unter anderem:

“We want to setup a system whereby people who just want to make a film about anything don't have to go on their knees in somebody's office [probably yours].”

„Wir wollen ein System aufbauen, in dem Menschen, die einfach einen Film über irgendetwas machen möchten, nicht in irgendeinem Büro auf die Knie fallen müssen [womöglich in Eurem].“

Später schrieb Paul McCartney:

„Wir waren Musiker, keine Models, aber auf dem Höhepunkt der Beatlemania wollten die Leute unsere Namen und Gesichter auf allen möglichen Sachen haben, und manchmal fühlte es sich an, als gerate es völlig außer Kontrolle. Das war auch die Überlegung, die zur Gründung von Apple und später in meinem Fall von MPL geführt hat. […] Wir mussten nicht mehr für den ‚Squire‘ arbeiten. Jetzt konnten wir unser Schicksal selbst in die Hand nehmen.“

Sitz des Unternehmens in den späten 1960er Jahren war in der Savile Row Nr. 3 in London, wo sich auch das Apple Studio befand, in dem im Januar 1969 Aufnahmen für das Album Let It Be und den gleichnamigen Film stattfanden. Geschäftsführender Manager war 1968 der ehemalige Roadmanager der Beatles und gelernte Buchhalter Neil Aspinall, Leiter der Elektronik-Abteilung der Grieche Magic Alex. Direktor des Unternehmens war der Filmproduzent Denis O’Dell.
Name und Logo der Firma lassen sich auf ein Gemälde des belgischen Surrealisten René Magritte zurückführen. Paul McCartney wurde Mitte der 1960er Jahre auf die Werke aufmerksam und beauftragte den Kunsthändler Robert Fraser, ihm ein Werk von Magritte zu besorgen. Fraser brachte ihm das Bild Le Jeu de Mourre aus dem Jahr 1966, auf dem ein Apfel mit der Aufschrift „Au revoir“ abgebildet ist. Dieser Apfel inspirierte später Namensgebung und Logogestaltung durch Gene Mahon, dem die Beatles Magrittes Apfel zeigten. Bei der Eröffnung von Apple Corps trug McCartney und von der Modeboutique Dandle Fashions entworfenes Jacket, das der grün-schwarzen Farbgebung des Apple-Logos entsprach.
Als sich die Beatles als Gruppe auflösten, wurde auch über eine Auflösung von Apple Corps nachgedacht. Es wurde allerdings entschieden, das Unternehmen bestehen zu lassen, jedoch alle Abteilungen zu schließen. Heute dient die Marke Apple Corps hauptsächlich als Agent für Lizenzen in Verbindung mit der Marke The Beatles, zur Überwachung der Wiederveröffentlichung von Aufnahmen der Apple Records und der damit verbundenen Medien.
Wegen der Namensgleichheit mit dem 1976 gegründeten Unternehmen Apple Inc. wurden mehrere Prozesse mit der Computerfirma geführt, die zum Teil zu Zahlungen in Millionenhöhe an Apple Corps führten.
Neil Aspinall schied 2007 als CEO aus, sein Nachfolger Jeff Jones im Oktober 2024, im Juli 2025 wurde Tom Greene als neuer CEO vorgestellt.